# Woodway, Texas
Woodway là một thành phố thuộc quận McLennan, tiểu bang Texas, Hoa Kỳ. Năm 2010, dân số của xã này là 8452 người.

## Dân số
- Dân số năm 2000: 8733 người.
- Dân số năm 2010: 8452 người.